# Trichaea
Trichaea là một chi bướm đêm thuộc họ Crambidae.

## Các loài
- Trichaea binigrata (Dognin, 1912)
- Trichaea caerulealis (Schaus, 1912)
- Trichaea eusebia (Druce, 1902)
- Trichaea flammeolalis (Möschler, 1890)
- Trichaea fortunata (Dognin, 1905)
- Trichaea hades Druce, 1889
- Trichaea nigrans (Druce, 1902)
- Trichaea pilicornis Herrich-Schäffer, 1866
- Trichaea pudens (Druce, 1902)
- Trichaea pulchralis (Schaus, 1912)

Các loài trước đây
- Trichaea glaucopidalis (Oberthür, 1881)